# Ctenitis dolphinensis
Ctenitis dolphinensis är en träjonväxtart som beskrevs av George Richardson Proctor. Ctenitis dolphinensis ingår i släktet Ctenitis och familjen Dryopteridaceae. Inga underarter finns listade.